# قلس (هضم)

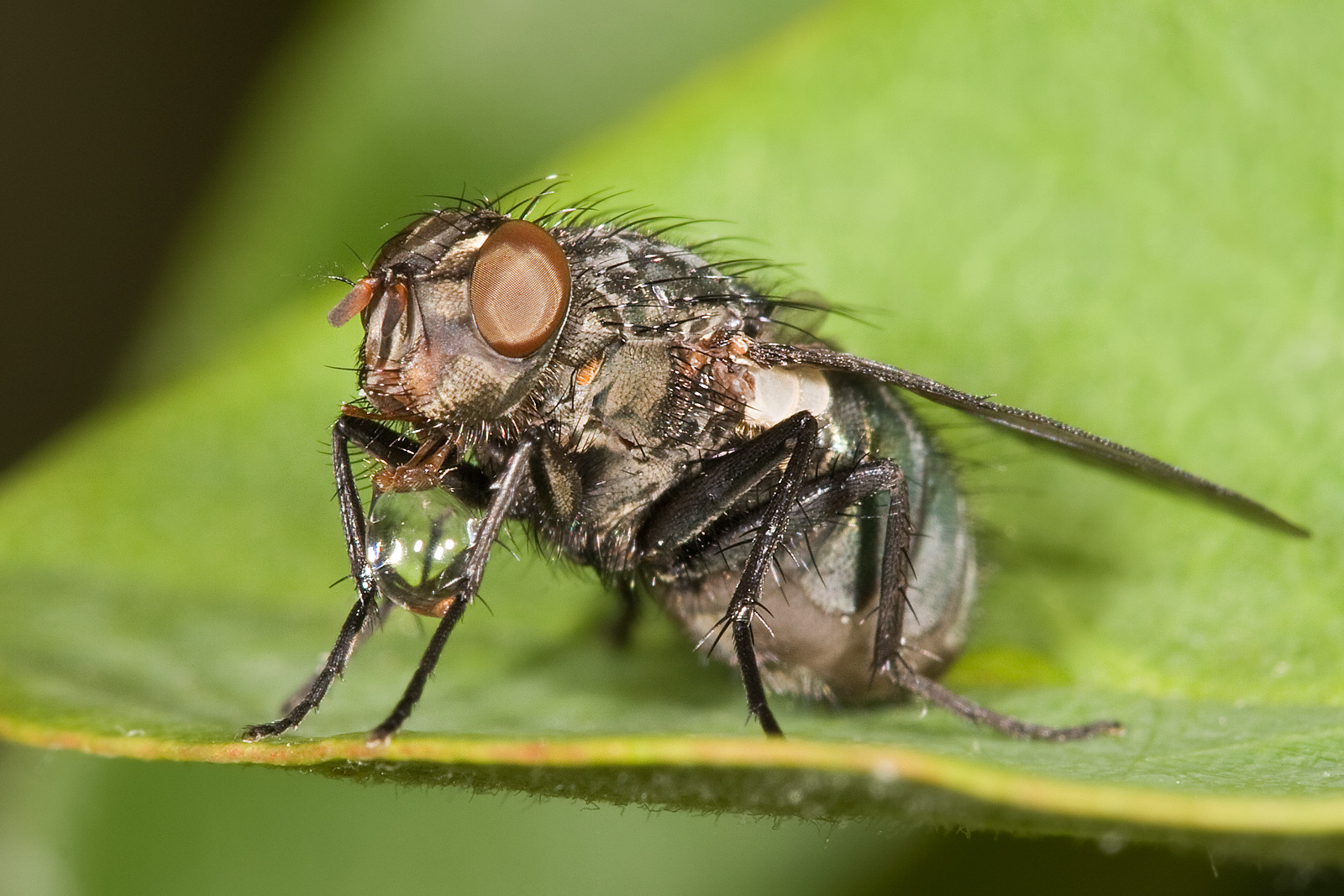

القَلْس هو عملية تقيؤ طوعية يقوم بها الجسم في بعض الكائنات الحية إما لطرح غذاء زائد كما يفعل الأطفال عند شرب كميات زائدة من الحليب أو لطرح وتقيؤ طعام يصعب على المعدة هضمه كالعظام والريش. وهذا ما تفعله بعض الطيور والحيوانات، كذلك تستخدم هذه الآلية عند بعض الحيوانات لإطعام صغارها، سيما إذا كانت الصغار في مكان بعيد وثابت ويخشى على الطعام من المفترسين فتلجأ هذه الحيوانات لأكل الطعام ومن ثم تقيؤه وتتطعمه للصغار عند العش.